# Escuela Militar de Montaña y Operaciones Especiales
La Escuela Militar de Montaña y Operaciones Especiales (EMMOE) es un centro de enseñanza de perfeccionamiento, referente para las Fuerzas Armadas Españolas en el adiestramiento en montaña y operaciones especiales, asesor del mando en la especialización y mantenimiento técnico del personal, en el estudio y experimentación de los procedimientos de empleo de las unidades y de los medios tanto de montaña como de operaciones especiales. Depende de la Dirección de Enseñanza, Instrucción, Adiestramiento y Evaluación (DIENADE) del Mando de Adiestramiento y Doctrina (MADOC) del Ejército de Tierra.
Además, está reconocida como un Centro Docente Específico (CDE). El «Documento marco sobre cooperación entre los Ejércitos y la Armada para la utilización de los centros docentes específicos» y la Norma General «Subsistema de Enseñanza» la designan como centro de referencia para montaña y operaciones especiales, para otorgar la capacitación básica, común y troncal a todo el personal de los Ejércitos y la Armada.
Se encuentra ubicado en la ciudad de Jaca (Huesca) dentro de la Base Discontinua “Oroel” (Núcleo San Bernardo).

## Historia
En los años anteriores a la creación de la escuela, se unificaron los Cursos de Esquí y Escalada (1943) que se realizaban en diferentes zonas de España, centralizándose en Candanchú y Guadarrama. Durante el año siguiente continúan los cursos bajo la dirección del antiguo Estado Mayor Central a través de la Escuela Central de Educación Física; aumenta el número de alumnos y se celebran los cursos de invierno (esquí) en Candanchú, la Molina y Valle de Arán, y de verano (escalada) en Rioseta, cercana a la localidad de Canfranc.
Dada la importancia que habían adquirido las tropas de montaña, se consideró necesario crear un centro de enseñanza de montaña para homogeneizar la instrucción de los Cuadros de Mando. Así, por Orden Ministerial de 12 de abril de 1945 se crea la Escuela Militar de Montaña. Igualmente, ese mismo año se crea la Compañía de Esquiadores y Escaladores en Candanchú.
La Escuela Militar de Montaña se ubica en Jaca (Huesca) debido a sus buenas comunicaciones, infraestructura y proximidad a las cumbres del Pirineo. Se organizó dotándola de Dirección, Jefatura de Estudios, Secciones de Enseñanza y con Unidades de Instrucción de Montaña como elementos auxiliares de experiencias y de apoyo a las actividades docentes. El centro contó con instalaciones en Jaca (Acuartelamiento de San Bernardo) así como en Candanchú.
Un año más tarde, en 1946, se crea el Diploma para el mando de las unidades de Esquiadores Escaladores. El primer curso lo realizan 48 oficiales y 26 suboficiales procedentes de todas las Unidades de Montaña y de la propia Unidad de Instrucción de la Escuela. En 1948 se crea el Distintivo del Diploma para el Mando de Tropas de Montaña.

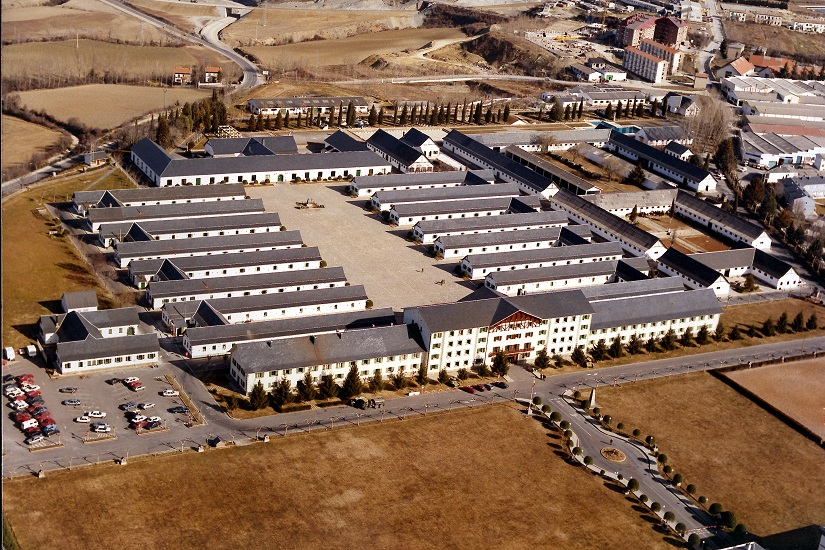
Foto aérea EMMOE

El perfeccionamiento del profesorado se incrementó con la internacionalización de la Escuela Militar de Montaña, recibiendo instructores y alumnos extranjeros así como enviando profesores y patrullas a cursos y campeonatos desarrollados en otros países. Esta continuada actividad permitió que el Centro comenzara a ser conocido en otros países.
En 1950 se le hace entrega a la Escuela de su primera Bandera.
1956.- A propuesta de la Escuela, se convoca el I Curso para la obtención del Título de aptitud para el mando de Unidades de Guerrilleros. El Curso será desarrollado por la Escuela Militar de Montaña durante el año 1957; con una duración de diez meses para el personal de los Batallones de Cazadores de Montaña. Pronto dará lugar al nacimiento de la nueva especialidad de Operaciones Especiales y a la creación de las COE,s en todo el territorio nacional.
Años 60.- Se caracterizan por importantes cambios en la estructura de los cursos así como en el material de montaña, fruto de la experiencia de años anteriores y evolución de los mismos. De esta forma se consolida y amplía el Curso de Operaciones Especiales y se eliminan los cursos de aptitud para Esquiadores/Escaladores. Por Diario Oficial n.º 131/60, se crea el Distintivo de OE,s. 
1967.- Se le concede la medalla de Oro de la Ciudad de Jaca, la primera concedida por la ciudad de la que luce la Escuela orgullosa su corbata en su escudo de armas y en su Bandera. 
1975.- Al objeto de adecuar el nombre del Centro a la especialización de los principales cursos que en él se imparten, cambia su denominación para pasar a llamarse Escuela Militar de Montaña y Operaciones Especiales (EMMOE).
1977.- Sus Majestades los Reyes de España visitan la Escuela por primera vez.
1981.- Se crea la COE de la EMMOE.
1983.- Se organizan los I Campeonatos Militares de Esquí para Unidades de Montaña y se pone en marcha el Equipo Nacional Militar de Esquí, (ahora Equipo de Esquí del Ejército de Tierra). Desde entonces, se participa regularmente en el calendario Nacional de Esquí de Fondo y Biathlon, también en diferentes competiciones Internacionales, incluidos los Campeonatos del Mundo Militares de Esquí. Este Equipo ha subido al pódium en los Campeonatos Militares de los países de Alemania, Argentina, Chile, Francia, Italia y  Suiza; en Campeonatos de España de fondo, biathlon, triathlon de invierno, raquetas y esquí de montaña; y en Campeonatos de Europa de esquí de montaña.
1983.- El Excmo. Ayuntamiento de Jaca dona la actual Bandera Nacional.
1985.- Se crea el Grupo Militar de Alta Montaña, que participa regularmente en expediciones y actividades en todos los continentes (expediciones militares y cívico-militares). En 1992 se coronó la cima del Everest, la Travesía del Polo Sur en 1995 y el Polo Norte en 1999. En 2009 se completa el proyecto de las 7 cimas, consistente en ascender la cima más alta de cada uno de los Continentes. 
1990.- Se organiza la I Prueba de Infiltración de Patrullas de Operaciones Especiales. En años sucesivos la denominación pasa a ser la de Prueba Internacional de Patrullas de Operaciones Especiales reuniendo equipos de hasta nueve países: Alemania, Bélgica, Francia, Grecia, Holanda, Italia, Portugal, Reino Unido y España. De nuestro país asisten patrullas de todas las Unidades de Operaciones Especiales de los tres Ejércitos, así como representantes de la Brigada Paracaidista, Brigada de Cazadores de Alta Montaña, Regimiento de la Guardia Real y Guardia Civil.
2004.- se ponen en marcha los “Títulos de Técnicos Militares”, destinados a los (Militares Profesionales de Tropa y Marinería) MPTM,s., desarrollando las tres especialidades de: 
1. Actividades Físico Deportivas en el Medio Natural.
2. Media Montaña.
3. Esquí de Fondo.

2008.- Se inician los Cursos de Aptitud Básica en Operaciones Especiales desarrollado en Alicante, y en estrecha cooperación entre la EMMOE y el MOE. Se homogeneizan las enseñanzas sobre procedimientos y técnicas en Operaciones Especiales para tropa a través de los nuevos Planes de Estudios aprobados por DIREN, iniciándose el Curso de Aptitudes para el desempeño de funciones básicas de OE,s para MPT. Este modelo ofrece la adecuada cualificación de las vacantes y titulación del personal en el sistema de personal, exactamente igual que para los Cuadros de Mando. 
2009.- Se constituye la Jefatura de Adiestramiento y Doctrina para desarrollar los estudios y trabajos en los aspectos de investigación y análisis para el combate, doctrina, orgánica y materiales, instrucción, adiestramiento y evaluación operativa en el ámbito de montaña y operaciones especiales. En el año 2015 se disgregó de la EMMOE para formar dos unidades distintas, una Jefatura de Adiestramiento y Doctrina de Montaña y otra de Operaciones Especiales, ambas dependientes de la Dirección de Investigación Doctrina Orgánica y Materiales (DIDOM).
2011.- Con la creación de la Unidad de Servicios de la Base Discontinua, la gestión administrativa, las tareas de mantenimiento y servicios de seguridad de las instalaciones del Destacamento de Candanchú (cuatro edificios para alojamientos, botiquín, cocheras, almacenes y un campo de tiro), pasan a depender de ésta.
2020.- Se inician los Cursos Básicos de Montaña. Se homogeneizan las enseñanzas sobre procedimientos y técnicas en Montaña para tropa a través de los nuevos Planes de Estudios aprobados por DIREN, iniciándose el Curso Básico de Montaña para MPT. Este modelo ofrece la adecuada cualificación de las vacantes y titulación del personal en el sistema de personal, exactamente igual que para los Cuadros de Mando.
En el Destacamento de Candanchú se siguen desarrollando las fases específicas de los Cursos de Montaña y de Operaciones Especiales. Además, la EMMOE imparte en él las fases de iniciación a la montaña estival e invernal a diferentes Centros de Enseñanza, como AGM, AGBS, Academia de Infantería; y colabora en el adiestramiento de las unidades que lo requieren, como MOE, JTM, Guardia Real, Fuerza de Guerra Naval Especial, EADA y EZAPAC. También se organizan jornadas de medicina en montaña, rescate en pared, aludes o reparación de esquís.

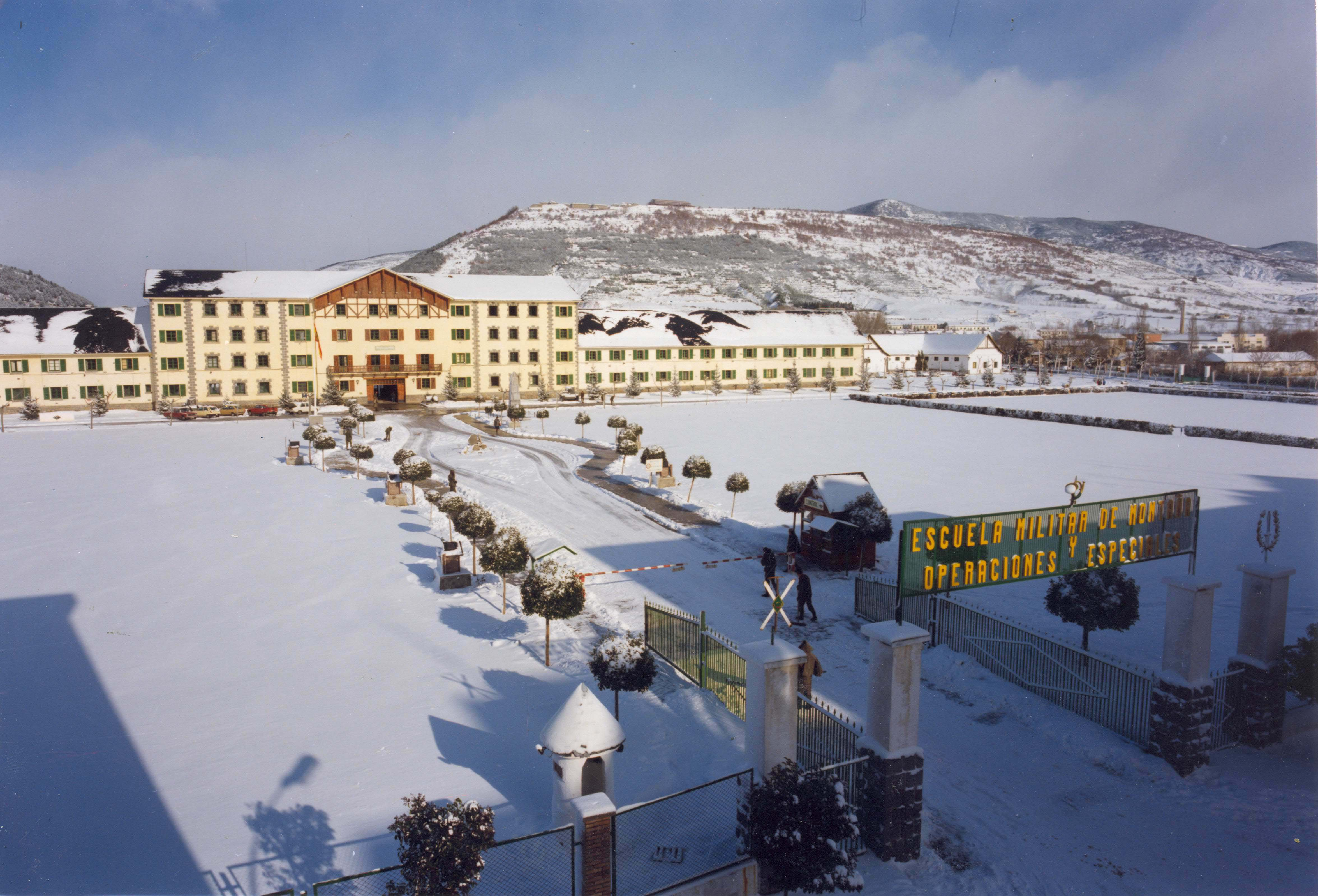
Foto entrada EMMOE

Desde la creación de la EMMOE, se han desarrollado 75 Cursos de Montaña, diplomándose más de 2434 alumnos, pertenecientes al Ejército de Tierra, a la Guardia Civil, Guardia Real, Armada, Ejército del Aire y países extranjeros -Alemania, Argentina, Bolivia, Bélgica, Chile, Estados Unidos, Francia, Italia, Haití, Marruecos, México, Perú, Portugal, Gran Bretaña, Rumanía, República Dominicana y Venezuela-.
También se han desarrollado 64 Cursos de Operaciones Especiales, diplomándose más de 1950 alumnos, pertenecientes al Ejército de Tierra, a la Guardia Civil, Armada, Ejército del Aire, Policía Nacional y países extranjeros -Alemania, Argentina, Brasil, Corea del Sur, Chile, Ecuador, Egipto, Francia, Guinea, Grecia, Honduras, Italia, Mauritania,  Marruecos, México, Nicaragua, Paraguay, Perú, Portugal, Túnez, Uruguay, Gran Bretaña, República Dominicana y Venezuela-.
Igualmente, se han impartido hasta la fecha 8 Cursos de técnicos Militares en Actividades Físico Deportivas, 8 Cursos de Técnicos Militares de Media Montaña y 3 Cursos de Técnicos Militares en Esquí de Fondo. Titulando en total a más de 200 alumnos MPT.
En los 15 Cursos de Aptitud Básica en OE,s se han diplomado a más de 450 alumnos MPT.

## Función
Sus misiones son:
- Especialización, perfeccionamiento y mantenimiento de los cuadros de mando del Ejército de Tierra de tropas de montaña.
- Especialización, perfeccionamiento y mantenimiento de los cuadros de mando de los tres ejércitos de unidades de operaciones especiales.
- Especialización y perfeccionamiento del personal de tropa del Ejército de Tierra del Mando de Operaciones Especiales.
- Experimentación del armamento, vestuario, equipo y material adecuado para las unidades de montaña y operaciones especiales.

Para llevar a cabo estas misiones, se desarrollan, respectivamente:
- El Curso de Montaña.
- El Curso de Operaciones Especiales.
- El Curso de Aptitud para desempeñar funciones básicas de operaciones especiales en unidades de operaciones especiales.
- Realizar todo tipo de pruebas con armamento, vestuario, equipo y material, en colaboración con las Jefaturas de Adiestramiento y Doctrina de; Montaña y de Operaciones Especiales.

Sus futuras misiones son:
- Especialización y perfeccionamiento de los cuadros de mando de los tres ejércitos de unidades de operaciones especiales en “Technical Exploitation Operations” (TEO) en operaciones especiales. Su misión principal es la formación de perfeccionamiento del personal militar, pero también asesora sobre materias específicas al personal de los diferentes Ejércitos y al Mando. Para ello realiza estudios y experimentación sobre técnicas y materiales.

Sus conocimientos no solo los traslada al ámbito del ejército, sino que los comparte con la sociedad civil, asesorando y colaborando con instituciones civiles, tanto públicas como privadas.

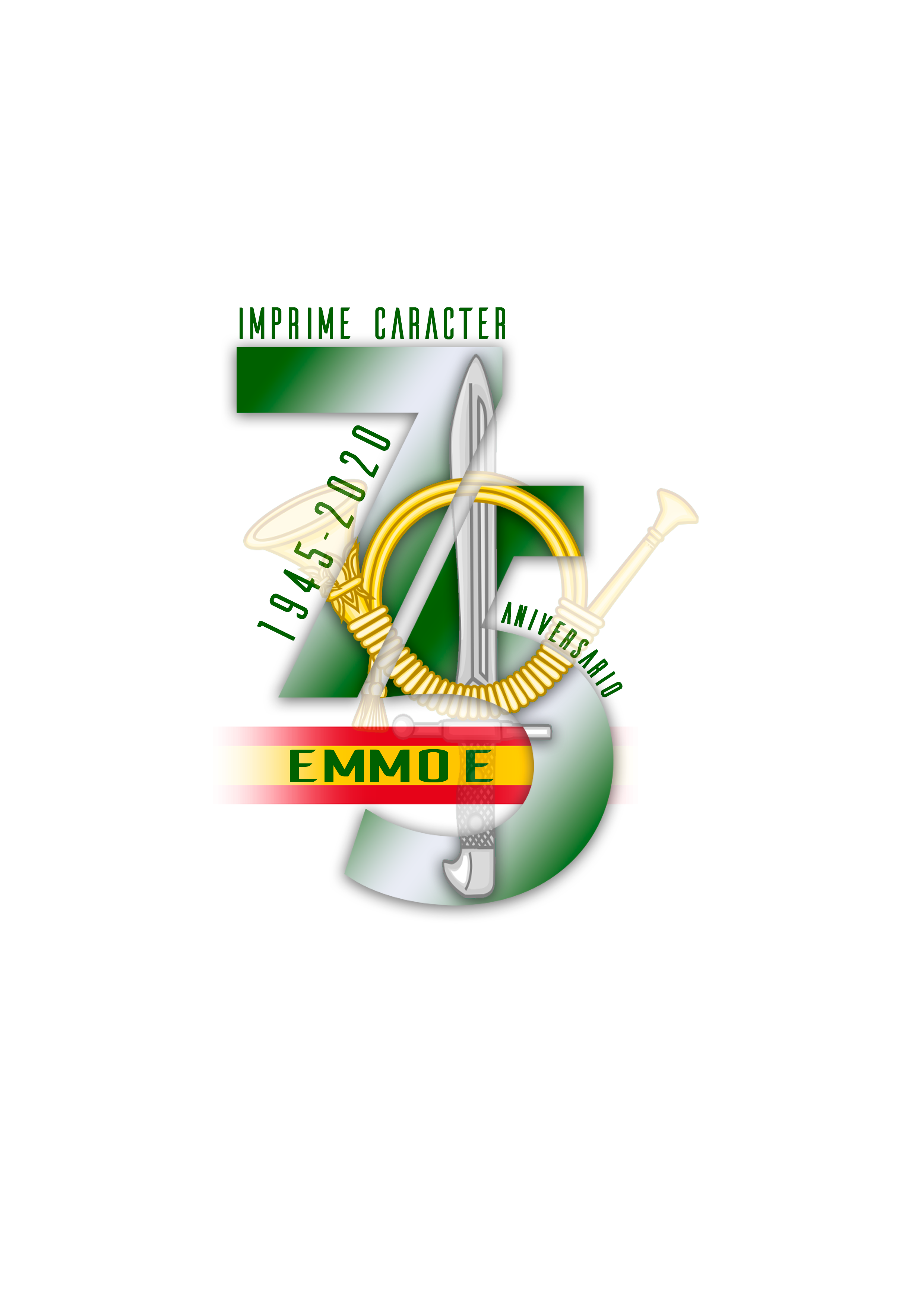